# Saint-André-de-Roquelongue
Saint-André-de-Roquelongue – miejscowość i gmina we Francji, w regionie Oksytania, w departamencie Aude. Gmina znajduje się na terenie Parku Regionalnego Narbonnaise en Méditerranée. 
Według danych na rok 1990 gminę zamieszkiwało 755 osób, a gęstość zaludnienia wynosiła 25 osób/km² (wśród 1545 gmin Langwedocji-Roussillon Saint-André-de-Roquelongue plasuje się na 415. miejscu pod względem liczby ludności, natomiast pod względem powierzchni na miejscu 184.). 